# Fredrik Ohlsson (golfer)
Fredrik Ohlsson (Göteborg, 4 september 1979) is een voormalig professioneel golfer uit Zweden.
Toen Ohlsson tien jaar was speelde hij op de Gullbringa  Golf Club. Na zijn eindexamen wilde Ohlsson in de Verenigde Staten gaan studeren. Hij deed Business Marketing aan de Francis Marion University in South Carolina. Daar brak hij in 2002 het record van de laagste ronde ooit in de geschiedenis van de universiteit met een score van 64. 

## Professional
In 2004 werd Ohlsson professional. Hij speelde eerst enkele seizoenen op de Nordic League waar hij in 2006 de Herning Open won. In 2007, 2008 en 2009 speelde Ohlsson op de Europese Challenge Tour. In 2010 haalde hij de Final Stage van de Tourschool en in 2010 en 2011 speelde hij op de Europese PGA Tour, waar hij weinig betekenisvolle resultaten behaalde. 

## Overwinningen
| Jaar | Toernooi     | Tour          |
| ---- | ------------ | ------------- |
| 2006 | Herning Open | Scanplan Tour |
| 2014 | Torreby Open | Future Series |